# Nomia howardi
Nomia howardi är en biart som beskrevs av Crawford 1911. Nomia howardi ingår i släktet Nomia och familjen vägbin. Inga underarter finns listade i Catalogue of Life.